# Because... I am
「Because... I am」（ビコーズ... アイアム）は、flumpoolのメジャー9枚目のシングル。2012年7月11日にA-Sketchから発売された。

## 解説
- 初回生産分には特典DVD「ふらよん 〜新曲制作 日帰り合宿編〜」が同梱された。また通常版は「ポケットカレンダー（2012.Jul.〜Dec.バージョン）」が同封された。
- 予約購入特典としてB3サイズのビジュアルポスターがプレゼントされた。
- 2012年3月31日から9月8日までBecause... I am|flumpool 5th tour 2012『Because... I am』が開催された。

## 収録曲

### CD
1. Because... I am
作詞：山村隆太、作曲：阪井一生、編曲：玉井健二、百田留衣
  - 日本テレビ系『スッキリ!!』7月期エンディングテーマ
  - シャープ『au（KDDI・OCT） AQUOS PHONE CL IS17SH』CMソング
2. サマータイムブルース
作詞：山村隆太、作曲：阪井一生、編曲：玉井健二、百田留衣
3. Summer DIVE 2012〜into the Blue〜
作詞：山村隆太、作曲：阪井一生、編曲：玉井健二、百田留衣
4. Because... I am（Instrumental）